# Outlaw in ’Em
A Outlaw in ’Em (magyarul: A betyár bennük) Waylon holland énekes dala, amellyel Hollandiát képviselte a 2018-as Eurovíziós Dalfesztiválon, Lisszabonban. Az előadót a holland közszolgálati műsorsugárzó választotta ki és kérte fel a szereplésre. A dalt 2018. március 2-án mutatták be a De Wereld Draait Door című műsorban, mint Hollandia versenydalát.

## Eurovíziós Dalfesztivál
A dalt az Eurovíziós Dalfesztiválon először a május 10-i második elődöntőben adta elő, fellépési sorrendben nyolcadikként a Moldovát képviselő DoReDoS My Lucky Day című dala után és az Ausztráliát képviselő Jessica Mauboy We Got Love című dala előtt. Az elődöntőből a hetedik helyen jutott tovább a május 12-i döntőbe, ahol fellépési sorrendben huszonharmadikként lépett fel az Izraelt képviselő Netta Toy című dala után és az Írországot képviselő Ryan O’Shaughnessy Together című dala előtt. A pontozás során a zsűri szavazáson összesítésben a tizenharmadik helyen végzett 89 ponttal, míg a nézői szavazáson a tizenkilencedik helyen végzett 32 ponttal (Belgiumtól maximális pontot kapott) így összesítésben 121 ponttal a verseny tizennyolcadik helyezettje lett.
A következő holland induló Duncan Laurence Arcade című dala volt a 2019-es Eurovíziós Dalfesztiválon.

## Külső hivatkozások
- Dalszöveg
- A dal bemutatója a De Wereld Draait Door című műsorban. YouTube-videó, Eurovision Song Contest, 2018. március 2.
- A dal videóklipje. YouTube-videó, Eurovision Song Contest, 2018. április 22.
- A dal előadása a dalfesztivál második elődöntőjében. YouTube-videó, Eurovision Song Contest, 2018. május 10.
- A dal előadása a dalfesztivál döntőjében. YouTube-videó, Eurovision Song Contest, 2018. május 12.